# Oberhausen (Neuburg-Schrobenhausen járás)
Oberhausen település Németországban, azon belül Bajorországban. Lakosainak száma 3309 fő (2023. december 31.).

## Népesség
A település népessége az elmúlt években az alábbi módon változott:
| Lakosok száma | 254  | 949  | 1977 | 1800 | 2652 | 2741 | 2918 | 2972 | 3204 | 3309 |
|               | 1875 | 1950 | 1975 | 1987 | 2012 | 2014 | 2016 | 2017 | 2021 | 2023 |